# 王衍 (前蜀)
王 衍（おう えん）は、十国前蜀の第2代（最後）の皇帝。一般には後主と称されている。

## 生涯
高祖王建の十一男として成都で生まれ、鄭王に封じられた。当初は次兄の王宗懿が立太子されていたが、母の徐賢妃が王建の寵愛を受けるに従い、王衍が太子に立てられた。
王建の崩御により帝位に即位するが、国政を宦官の宋光嗣らに任せ、自らは奢侈荒淫にふけり民心を失った。
咸康元年（925年）に後唐の荘宗李存勗によって攻撃を受け、成都は陥落、王衍は後唐軍に降り、前蜀は滅亡した。
滅亡後、王衍は通正公に封じられた。しかし長安に送られる途中、後に禍根となることを恐れた李存勗により、秦川駅で一族もろとも殺害された。死後、後唐の明宗李嗣源により順正公に追封された。

## 家族

### 妻妾
- 皇后高氏
- 貴妃金飛山、元妃韋氏（徐賢妃の兄弟の娘）、貴妃銭氏、順妃蘇氏、昭儀李舜弦、宮人李玉簫
- 宮人劉氏

### 子女
- 男子：王承祧、王承祀
いずれも李存勗に処刑された